# Szkoła przy ul. Słowackiego 54/60 w Poznaniu
Szkoła przy ul. Słowackiego 54/60 (Szkoła Podstawowa nr 36 im. Henryka Sucharskiego) – zespół zabudowań szkolnych dawnej VIII szkoły ludowej (niem.Volksschule), zlokalizowanych w Poznaniu, na Jeżycach, przy ul. Juliusza Słowackiego, dawniej ul. Karola (niem. KarIstrasse) 54/56 i 58/60. Był odpowiedzią na gwałtowny rozwój Jeżyc w początkach XX wieku i znaczący wzrost potrzeb edukacyjnych tej dzielnicy. Zespół wpisany jest do rejestru zabytków pod numerem rej.: A-261 z 20.10.1984

## Architektura
Na zespół składają się następujące budynki:
- najstarszy budynek szkolny z 1895 (projektant: Heinrich Grüder) – budynek B,
- pawilon szkolny w głębi podwórza z lat 1907–1908 (projektant: Fritz Teubner we współpracy z Hermannem Klothem i F. d'Harguesem) – budynek D,
- gmach główny z wieżą z lat 1910–1913 (projektant: Fritz Teubner we współpracy z Hermannem Klothem i F. d'Harguesem) – budynek A,
- sala gimnastyczna z lat 1913–1914 (projektant: Hermann Herrenberger) – budynek C.

Część założenia nawiązuje do form gotyku (z wyjątkiem pawilonu czerpiącego z dziedzictwa baroku), ale stara się odchodzić od tradycyjnego w tamtych czasach koszarowego potraktowania projektu dużej szkoły (jak np. w placówce przy ul. Bydgoskiej). Budynek od ulicy natomiast sięga do architektury klasycznej i palladiańskiej oraz zgeometryzowanej secesji. Symbolem założenia jest wysoka wieża zegarowa, widoczna z wielu miejsc na Jeżycach, a także z innych części miasta. W niszy zachodniej elewacji stoi figura św. Michała z 1855 autorstwa Wilhelma Stürmera, wyrzeźbiona według szkicu, który narysował król Fryderyk Wilhelm IV Pruski. Rzeźba stała pierwotnie w Bramie Dębińskiej, którą następnie rozebrano (1908) wraz z całym pierścieniem obwarowań miejskich.

## Tablice
Wewnątrz i na elewacji znajdują się następujące tablice pamiątkowe:

### Elewacja
- ku czci harcerzy o treści: W tej szkole mieściła się pierwsza harcówka VII hufca harcerzy ZHP. Ufundowali w 80 rocznicę tworzenia zrębów hufca harcerze i harcerki z "Siódemki". Poznań 1993

### Wewnątrz budynku A
- tablica Westerplatte 1-7 IX 1939 o treści: Szkoła podstawowa nr 36 im. Majora Henryka Sucharskiego w Poznaniu z płaskorzeźbionym wizerunkiem Sucharskiego,
- tablica Frontu Jedności Narodu o treści: Szkoła Podstawowa nr 36 została zmodernizowana ze środków Kom. Miejsk. S.F.B.S.i I.

## Otoczenie
W pobliżu szkoły położone są następujące obiekty: wieżowiec Omega, Weststadt, Rynek Jeżycki, stara szkoła przy ul. Dąbrowskiego 73, Dom Tramwajarza i kościół św. Floriana.